# Илащук, Олеся Константиновна
Олеся Константиновна Илащук (укр. Олеся Костянтинівна Ілащук; род. 10 марта 1976, Черновцы, Украинская ССР) — украинская журналистка и дипломат. Чрезвычайный и Полномочный Посол Украины в Болгарии (с 25 декабря 2022). Дипломатический ранг — Чрезвычайный и Полномочный Посланник первого класса (2023).

## Биография
В 1993—1997 годах — ассистент учителя, впоследствии преподавала английский язык в школе.
В 1997—2000 годах — журналистка буковинской редакции ICTV.
В 2002—2005 годах — директор по международному развитию и связям с общественностью компании Славик-групп Инвестмент.
В 2005 году окончила факультет истории, политологии и международных отношений Черновицкого национального университета имени Юрия Федьковича и получила диплом с отличием по специальности «Страноведение». Свободно владеет английским языком. Училась в ВОППГП «украинский Гештальт Институт» и в HRD Antwerp в Бельгии. Также изучала курс MBA в бизнес-школе Международного института менеджмента.
В 2010—2015 годах — занимала должность руководительницы ювелирной компании «ДЖЕММА». До октября 2021 года Олеся Илащук была также соучредителем этой же компании.
В 2015—2016 годах — гендиректор компании СтарПак, занимавшейся производством тары и упаковки; также В этот период Олеся Илащук была руководителем фирмы «ДИДЖИТАЛ-ПК ЛТД», которая занимается оптовой торговлей компьютерами и программным обеспечением.
В 2016—2018 годах — руководитель издательского департамента «Шарг-Гарб» в городе Баку, Азербайджан.
В 2018—2022 годах — занималась частной практикой в сфере гештальт-терапии в городе Киеве.
С 23 декабря 2022 года — Чрезвычайный и Полномочный Посол Украины в Болгарии. До назначения на должность опыта дипломатической или другой государственной деятельности не имела, что вызвало неоднозначную реакцию общественности и экспертной среды.
Вот, как прокомментировала своё назначение Олеся, на запрос пользователя в Твиттере.
В ближайшее время я буду делиться подробностями своего опыта и умений и навыков, которые мне удалось получить при обучении на историческом факультете и годы взаимодействия с высокопоставленными чиновниками других стран и глубокого изучения традиций и обычаев наших друзей из Болгарии, а также других стран и культур мира.
28 марта 2023 года вручила копии верительных грамот заместителю министра иностранных дел МИД Болгарии Костадину Коджабашеву.
7 апреля 2023 года вручила верительные грамоты Президенту Республики Болгария Румену Радеву.